# Мезотрофные озёра
Мезотро́фные озёра (от др.-греч. μέσος — «средний» и τροφή — «питание») — озёра, характеризующиеся умеренным количеством растворённых в воде питательных веществ. Занимают промежуточное положение между эвтрофными и олиготрофными озёрами.
Водная толща мезотрофных озёр характеризуется слабой температурной стратификацией. Содержание растворённого кислорода остаётся высоким на протяжении круглого года. Вода отличается средней минерализацией при достаточно высокой прозрачности. Цвет воды, как правило, зеленоватый.
Мезотрофным озёрам свойственно разнообразие планктона и фауны рыб.
В отдельную подгруппу иногда выделяют мезотрофные озёра с признаками олиготрофии. Для них характерны резкая температурная стратификация и повышенная прозрачность воды. Подобные водоёмы обычно отличаются бо́льшей глубиной.